# Der Teufelsreporter
Der Teufelsreporter ist ein deutscher Stummfilmkrimi aus dem Jahr 1929 nach einem Drehbuch des Berliner Reporters und späteren Hollywood-Starregisseurs Billy Wilder, der hiermit seinen Einstand beim Film gab und obendrein auch noch einen kurzen Auftritt absolvierte. Eddie Polo übernahm die Hauptrolle in dieser Inszenierung von Ernst Laemmle (1900–1950), eines Neffen des Gründers und Chef der Hollywood-Produktionsfirma Universal-Film Carl Laemmle.

## Handlung
Dreizehn Millionärstöchter aus den Vereinigten Staaten Amerika sind mit dem Schiff auf eine Bildungsreise nach Europa gekommen und, aus Hamburg kommend, am Bahnhof in Berlin gelandet. Deren Ankunft verpasst Eddie, der dynamische Stenograf des Berliner Rapid-Journals, der so gern Reporter werden möchte, jedoch, und die jungen Damen werden von der strengen Gouvernante Madame Lourdier und einem dubiosen Reiseführer namens Jonas in Empfang genommen. Man kutschiert die Mädels in einem offenen Sightseeing-Bus weit in den Berliner Westen an die Havel und verschleppt sie schließlich auf eine Insel.
Eddie ahnt sofort, dass da kriminelle Kräfte am Werk sind und heftet sich auf deren Spur, nachdem eine der jungen Damen, die blonde Bessie, ihm zuvor einen Zettel, eine Art geschriebenen Hilfeschrei, zustecken konnte. In einem waghalsigen Spurt über Stock und Stein, immer den Schurken hinterher, nimmt Eddie, der Möchtegern-Teufelsreporter, die Verfolgung auf, gerät zeitweilig in die Hände der Kidnapper und wird von ihnen in ein Irrenhaus gesteckt. Ihm gelingt es sich zu befreien. Schließlich kann er nach einer wilden Verfolgungsjagd im Auto die Amerikanerinnen retten. Er erobert auch das Herz der reizenden Bessie und erhält endlich die sehnsüchtig erhoffte Position eines Reporters.

## Produktionsnotizen
Der Teufelsreporter, gelegentlich auch mit dem Zusatz Im Nebel der Großstadt versehen, entstand im Frühjahr 1929 in den Efa-Studios und den Straßen Berlins, passierte die Filmzensur am 5. Juni 1929 und wurde am 19. Juni desselben Jahres in Hamburgs Schauburg uraufgeführt. Der Sechsakter besaß eine Länge von 1762 Metern und wurde mit Jugendverbot belegt.
Joe Pasternak übernahm die Produktionsleitung. Die Filmbauten gestalteten Gustav A. Knauer und Willy Schiller.
Inspiriert zu der Filmidee wurde Wilder durch eine Zeitungsnachricht über die angebliche Entführung der Tiller Girls.

## Wissenswertes
Die Thematik „Reporter jagt Sensationen hinterher“ bearbeitete Wilder auch noch Jahrzehnte später, während seiner Zeit als Regisseur in Hollywood: vor allem mit dem Drama Reporter des Satans und der Komödie Extrablatt.

## Kritiken
Die Geschichte, inhaltlich vollkommen banal, lebt ganz vom Tempo des Drehbuchs des damaligen Berliner Lokalreporters Billie Wilder sowie von den sportiven Körpereinsätzen des Hauptdarstellers Eddie Polo. So brachte es der bekannte Filmkritiker Siegfried Kracauer denn auch folgerichtig auf den Punkt: “Eddie saust, springt, chauffiert, klettert und telefoniert in einem fort, hin und her und entfaltet dabei eine wunderbare Gewandtheit des Körpers” Andere Blätter, wie die Deutsche Film-Zeitung und die Berliner Morgenpost, die sich mit der Geschichte inhaltlich auseinandersetzten, kritisierten die vollkommen unrealistische und entstellende Darstellung des Berufszweiges Zeitungsjournalist.